# Armin Georgi
Armin Georgi (* 15. Juni 1927 in Leipzig; † 25. April 2013 in Potsdam) war ein deutscher Dokumentarfilmer und Dramaturg. Er produzierte im DEFA-Studio für Dokumentarfilme Potsdam-Babelsberg zwischen 1957 und 1989 ca. 48 Dokumentarfilme.

## Leben
Armin Georgi, ein gelernter Metallarbeiter, legte 1943 die mittlere Reife ab und war bis Kriegsende Luftwaffenhelfer und Marinesoldat. Nach kurzer Kriegsgefangenschaft arbeitete er ab 1946 in Leipzig als Former bei den VEB Leipziger Eisen- und Stahlwerken. 1947 bis 1950 studierte er an der Arbeiter- und Bauern-Fakultät und der Landwirtschaftlichen Fakultät der Universität Leipzig und arbeitete anschließend als Tierzüchter.
1954 erhielt Georgi das Angebot der DEFA, als Dramaturg für Landwirtschaft und Biologie im DEFA-Studio für populärwissenschaftliche Filme zu arbeiten. Dort war er bis 1967 als Dramaturg, später als Hauptdramaturg tätig. Ab 1969 arbeitete er bis 1989 als Regisseur im DEFA-Studio für Kurzfilme (später DEFA-Studio für Dokumentarfilme). Er produzierte ca. 48 Dokumentarfilme, darunter ca. 20 Filme für den deutschen Fernsehfunk. Die Rechte dieser Filme liegen heute im Deutschen Rundfunkarchiv.
Georgi war in zweiter Ehe mit Yvonne Merin verheiratet. Er starb 2013 in Potsdam. Sein schriftlicher Nachlass befindet sich im Archiv des Filmmuseums Potsdam.

## Filmografie (Auswahl)
- 1957: Bienenfleiß
- 1962: Hydra – Sage und Wirklichkeit
- 1965: Blüte und Insekt
- 1966: Es genügt nicht 18 zu sein
- 1967–1971: DDR – Das sind wir
- 1973: Zum Beispiel Malen
- 1974: Boxberger Skizzen
- 1974: Ansichtssachen
- 1975: Tage auf dem Lande
- 1982: Fünf Argumente für das Auto
- 1984: Quedlinburg
- 1985: Die Konferenz von Potsdam
- 1987: Stadtgeschichte in Stein – Architekten in Berlin
- 1987: Wieso ausgerechnet Weimar?
- 1988: Zisterzienser in der Mark
- 1989: Ein Grieche aus Mecklenburg (Heinrich Schliemann)